# NGC 698
NGC 698 è una galassia a spirale intermedia situata nella costellazione della Fornace, a una distanza di circa 387 milioni di anni luce dalla nostra Via Lattea.

## Scoperta
La galassia è stata scoperta il 29 novembre 1837 dall'astronomo britannico John Herschel.

## Descrizione
NGC 698 ha una classe di luminosità I-II e sono presenti anche regioni di idrogeno ionizzato. 
Sembra formare una coppia di galassie con la vicina NGC 696.